# Ternstroemia palembangensis
Ternstroemia palembangensis är en tvåhjärtbladig växtart som beskrevs av Clarence Emmeren Kobuski. Ternstroemia palembangensis ingår i släktet Ternstroemia och familjen Pentaphylacaceae. Inga underarter finns listade i Catalogue of Life.